# Kasteelbrouwerij De Dool
Kasteelbrouwerij De Dool is een Belgische brouwerij gelegen te Houthalen-Helchteren in de provincie Limburg.

## Geschiedenis

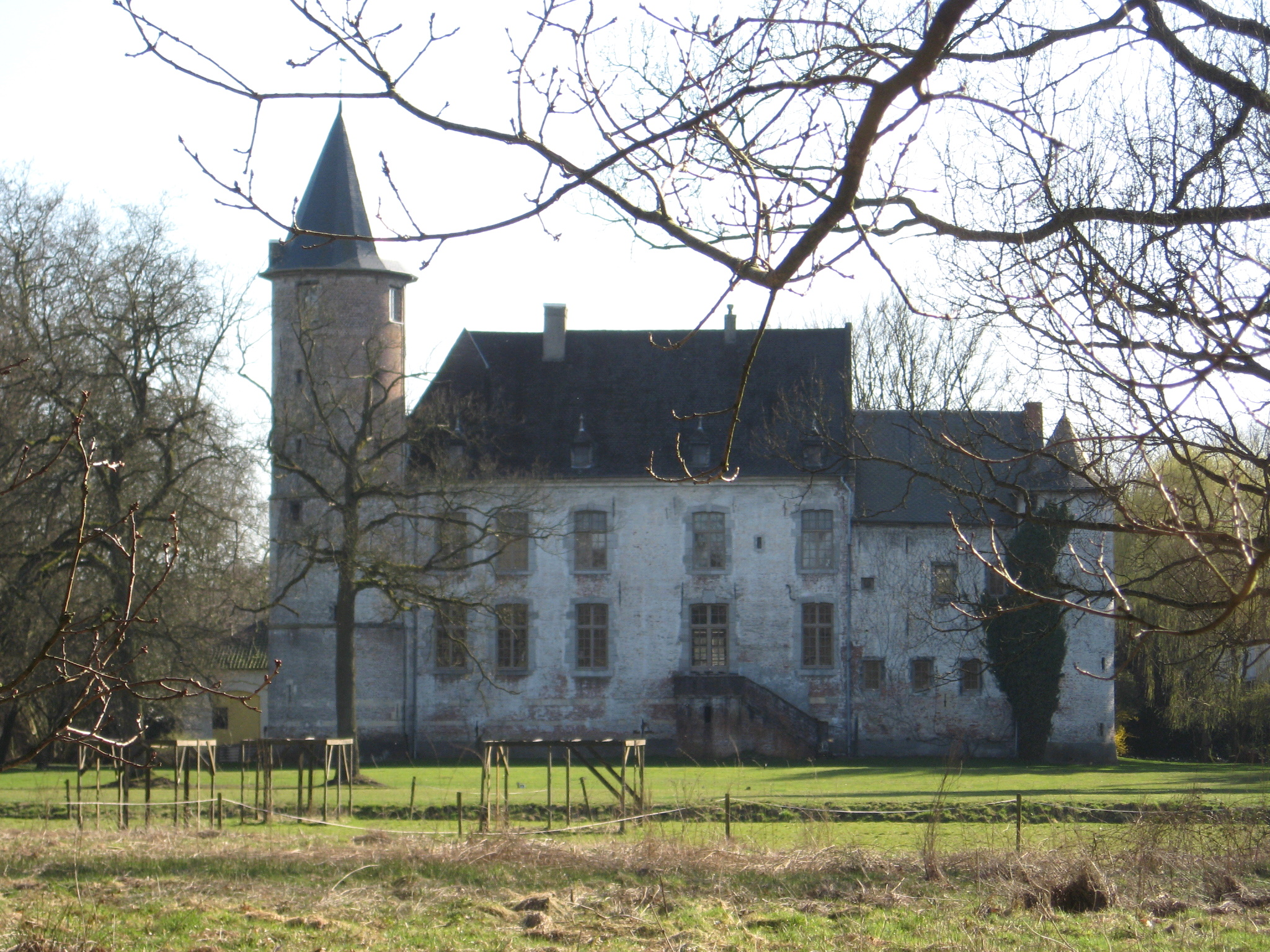
Kasteel De Dool

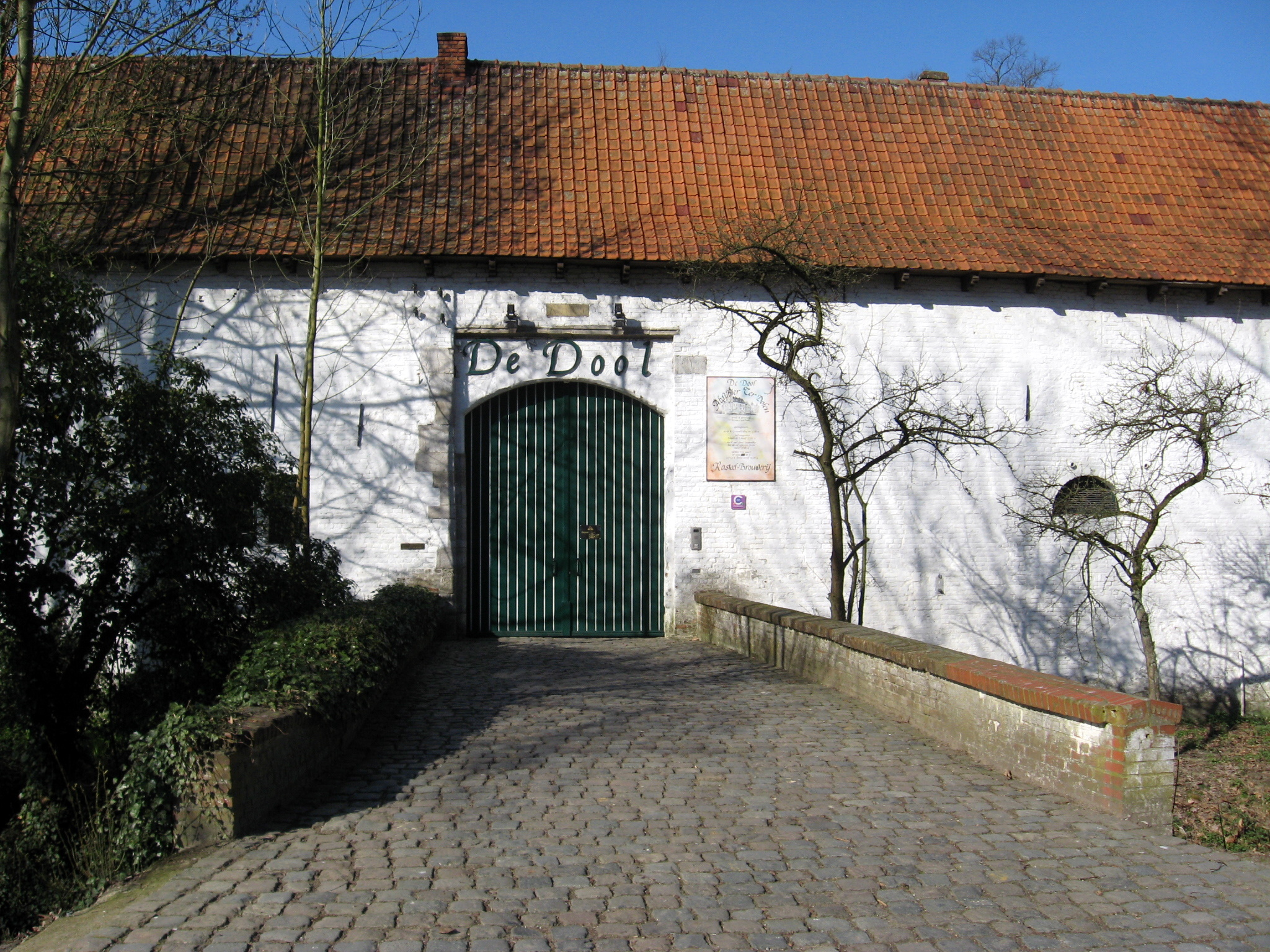
Kasteelhoeve De Dool

In 1990 kocht brouwersdochter Mieke Desplenter het vervallen kasteel Den Dool. Dit waterslot dateert uit de 16de eeuw en werd bewoond tot 1977, waarna het stond te verkrotten. Er werd vier jaar lang gerenoveerd en in een van de bijhorende hoevegebouwen werd een brouwerij ondergebracht.
Sinds 1994 wordt Ter Dolen abdijbier gebrouwen dat in april 2008 het logo Erkend Belgisch Abdijbier kreeg.
In 2011 werd het bier Armand op de markt gebracht, genoemd naar de vader van Mieke, Armand Desplenter, brouwingenieur en bezieler van de brouwerij.

## Bieren
- Ter Dolen Blond, 6,1%
- Ter Dolen Donker, 7,1%
- Ter Dolen Tripel, 8,1%
- Ter Dolen Kriek, 4,5%
- Armand, 7%
- Ter Dolen Winter, 9,1%